# Martin Hellman
Martin Edward Hellman (n. 2 octombrie 1945) este un criptograf și matematician american, cunoscut pentru dezvoltarea, împreună cu Whitfield Diffie, a schimbului de chei Diffie-Hellman, o tehnică revoluționară de distribuție a cheilor în sistemele criptografice, pe care cei doi au publicat-o în articolul Noi direcții în criptografie în 1976.